# Milaryt
Milaryt – minerał z gromady krzemianów pierścieniowych. Należy do grupy minerałów bardzo rzadkich.
Nazwa pochodzi od miejsca znalezienia, doliny Milar w Szwajcarii.

## Charakterystyka

### Właściwości
Zazwyczaj tworzy kryształy o pokroju igiełkowym, słupkowym (heksagonalnym, sześciobocznym) często zakończonych piramidą, rzadko grubotabliczkowe; najczęściej narosłe. Występuje w skupieniach ziarnistych. Jest kruchy, przezroczysty do przeświecającego, nie rozpuszcza się w kwasach. Łatwo się topi. W podwyższonej temperaturze oddaje wodę, mętnieje i traci połysk.

### Występowanie
Występuje w pegmatytach, w szczelinach granitów, w sjenitach, w żyłach hydrotermalnych.
Minerały towarzyszące: anataz, brukit, chloryt, kwarc zadymiony, albit, adular, apatyt, tytanit.
Minerały podobne: apatyt, akwamaryn, fenakit.
Miejsca występowania: Niemcy – Bawaria, Turyngia, Szwajcaria – Val Giuv, w szwajcarskim kantonie Gryzonii (kanton Graubünden), Austria, Rosja, Namibia, Meksyk, Brazylia.

### Zastosowanie
- interesuje kolekcjonerów (mineralogiczny rarytas),
- czasami kryształy wykorzystywane są w jubilerstwie.